# Plymouth Antiquarian House
La Plymouth Antiquarian House (también conocida como Hedge Houseo Hammat House) es un museo histórico ubicado en el 126 de Water Street en Plymouth, Massachusetts, es propiedad de la Sociedad Anticuaria de Plymouth.
La casa fue construida en 1809 por William Hammatt, un capitán de mar de Nueva Inglaterra. Los Hedges, una familia de empresarios, compraron la casa en 1830 y vivieron allí hasta 1919. La casa estaba originalmente ubicada en Court Street, pero fue trasladada a Water Street por la Sociedad Antiquaria en 1919.  Está abierta durante los meses de verano. La casa fue agregada al Registro Nacional de Lugares Históricos en 1974.